# Bulbophyllum tridentatum
Bulbophyllum tridentatum là một loài phong lan thuộc chi Bulbophyllum.